# Longines FEI Jumping Nations Cup 2019
Der Longines FEI Jumping Nations Cup 2019 war eine Saison des FEI Nations Cups der Springreiter. Er stand damit in einer hundertzehn Jahre andauernden Tradition von Nationenpreisturnieren im Springreiten.

## Ablauf der Turnierserie
Die Saison 2019 war die zweite Saison für Longines als Titelsponsor der Serie.
Unverändert gab es sieben (theoretische) Divisionen, die über die Welt verteilt waren: Europa 1, Europa 2, Nord- und Zentralamerika, Südamerika, Naher Osten, Asien/Australasien und Afrika. Da in Asien/Australasien, Afrika und Südamerika jedoch keine entsprechenden Nationenpreisturniere durchgeführt wurden, wurden nur vier Ligen ausgerichtet.
Die Nationenpreise der Serie sollten jeweils am letzten Turniertag des Nationenpreisturniers ausgetragen werden. Die Turniere mussten den Namen „Longines FEI Jumping Nations Cup™ of…“ tragen, dieser konnte um Zusatzbezeichnungen erweitert werden (üblicherweise um den traditionellen Namen des Turniers).
Wertungspunkte wurden bei jedem Nationenpreis des Longines FEI Jumping Nations Cups vergeben. Zur Anwendung kam dabei das zur Saison 2014 überarbeitete Punktesystem:
| Platz  | 1   | 2  | 3  | 4  | 5  | 6  | 7  | 8  | 9  | 10 | weitere      |
| Punkte | 100 | 90 | 80 | 70 | 60 | 55 | 50 | 45 | 40 | 35 | keine Punkte |

Bei Strafpunktgleichheit ab dem zweiten Platz am Ende des Nationenpreises wurde bis zur Saison 2018 die Anzahl der erreichten Wertungspunkte der Mannschaften addiert und durch die Anzahl der Mannschaften geteilt (Beispiel: Zwei Mannschaften erreichten den vierten Platz. Somit wurden 80 Punkte für Rang vier und 70 Punkte für Rang fünf addiert und durch zwei geteilt. Beide Mannschaften erhielten damit 75 Wertungspunkte). Mit der Saison 2019 wurde das Regelwerk verändert: Seitdem entscheidet bei Strafpunktgleichheit ab dem zweiten Platz die Addition der benötigten Zeit der drei gewerteten Reiter je Nation über die Platzierung.
Die Anzahl an Nationenpreisen, bei denen die Mannschaften Punkte sammeln konnten, unterschied sich je nach Division: In der Europa-Division 1 musste jeder nationale Verband zu Beginn der Saison vier Nationenpreise wählen. Die Mannschaften der Nord- und Zentralamerika-Division hingegen konnten bei allen drei Turnieren der Division Punkte sammeln.
Bereits Mitte Februar erfolgte der Auftakt zur Nationenpreissaison 2019, der letzte Nationenpreis vor dem Finale fand im August statt. Ein Finalturnier schloss die Saison ab. Es qualifizierten sich für das Finale 18 Mannschaften: aus Europa 1 sieben, aus Europa 2 zwei, aus Nord- und Zentralamerika zwei, aus Südamerika zwei, aus dem Mittleren Osten zwei, aus Asien/Australasien zwei und aus Afrika eine Equipe. Soweit sich das Gastgeberland des Finals nicht qualifizierte (was der Fall war), konnte dieses als weitere Mannschaft an den Start gehen.

## Nahost-Division
Auch im Jahr 2019 umfasste die Nahost-Division nur einen einzigen Nationenpreis. Es handelte sich hierbei um den Nationenpreis der Vereinigten Arabischen Emirate. Dieser wurde im Rahmen des CSIO 5*-Turniers President of UAE Show Jumping Cup ausgerichtet, welches vom 20. bis 23. Februar 2019 stattfand. Austragungsort war das Al Forsan International Sports Resort in Abu Dhabi.
Das Nationenpreisturnier startete an einem Mittwoch und endete am Samstag. Als letzte Prüfung des Turniers wurde ab 16:30 Uhr Ortszeit der Nationenpreis durchgeführt. Den ersten Umlauf des von Santiago Varela gestalteten Parcours beendete Saudi-Arabien als beste arabische Mannschaft auf Rang drei. Mit vier bzw. einem Strafpunkt lagen Irland und Deutschland auf den ersten beiden Plätzen.
Nachdem Saudi-Arabiens erster Mannschaftsreiter im zweiten Umlauf ausschied, zählten die drei Ergebnisse seiner Mannschaftskollegen. Mit zehn weiteren Strafpunkten rutsche Saudi-Arabien auf Rang vier ab. Die Equipe der Vereinigten Arabischen Emirate kam gleichermaßen im Gesamtergebnis auf 18 Strafpunkte. Aufgrund einer besseren Zeit seiner drei zählenden Reiter im zweiten Umlauf errang die Mannschaft jedoch den dritten Rang. Irland erhielt im zweiten Umlauf neun zusätzliche Strafpunkte hinzu. Damit stand bereits vor dem letzten Reiter der Sieg für die deutsche Equipe fest, Philipp Weishaupt musste hierfür gar nicht mehr an den Start gehen.
Als einziger Reiter mit zwei Null-Fehler-Ritten erhielt Abdel Said das zusätzliche Preisgeld von 50.000 Euro für den besten Reiter. Mit zwei Ritten mit lediglich je einem Zeitstrafpunkt wurde Sven Schlüsselburg bei seinem ersten Nationenpreisstart für Deutschland zweitbester Reiter der Prüfung.
Die Mannschaften der Vereinigten Arabischen Emirate und Saudi-Arabiens qualifizierten sich damit als beste Mannschaften der Division für das Nationenpreisfinale.
|             | Mannschaft                                         | Reiter                              | Pferd                     | 1. Umlauf   | 2. Umlauf   | Strafpunkte (Gesamt) | Stechen  | Stechen | Preis- geld | Wertungs- punkte |
| Strafpunkte | Mannschaft                                         | Reiter                              | Pferd                     | Strafpunkte | Strafpunkte | Strafpunkte (Gesamt) | Zeit (s) |         | Preis- geld | Wertungs- punkte |
| ----------- | -------------------------------------------------- | ----------------------------------- | ------------------------- | ----------- | ----------- | -------------------- | -------- | ------- | ----------- | ---------------- |
| 1           | Deutschland (Mannschaft aus der Europa-Division 1) | Mario Stevens                       | Talisman de Mazure        | 0           | 4           |                      |          |         |             |                  |
| 1           | Deutschland (Mannschaft aus der Europa-Division 1) | Sven Schlüsselburg                  | Bud Spencer               | 1           | 1           |                      |          |         |             |                  |
| 1           | Deutschland (Mannschaft aus der Europa-Division 1) | Miriam Schneider                    | Fidelius G                | (8)         | 0           |                      |          |         |             |                  |
| 1           | Deutschland (Mannschaft aus der Europa-Division 1) | Philipp Weishaupt                   | Catokia                   | 0           | (N.GES.)    |                      |          |         |             |                  |
| 1           | Deutschland (Mannschaft aus der Europa-Division 1) |                                     |                           | 1           | 5           | 6                    |          |         | 64.714,29 € | –                |
| 2           | Irland (Mannschaft aus der Europa-Division 1)      | Trevor Breen                        | Escapade H                | 0           | 5           |                      |          |         |             |                  |
| 2           | Irland (Mannschaft aus der Europa-Division 1)      | David Simpson                       | Jenson                    | (AUSG)      | 0           |                      |          |         |             |                  |
| 2           | Irland (Mannschaft aus der Europa-Division 1)      | Shane Breen                         | Ipswich van de Wolfsakker | 4           | 4           |                      |          |         |             |                  |
| 2           | Irland (Mannschaft aus der Europa-Division 1)      | Mark McAuley                        | Jasco vd Bisschop         | 0           | (AUSG)      |                      |          |         |             |                  |
| 2           | Irland (Mannschaft aus der Europa-Division 1)      |                                     |                           | 4           | 9           | 13                   |          |         | 40.714,29 € | –                |
| 3           | Vereinigte Arabische Emirate                       | Sheikha Latifa bint Ahmed Al Maktum | Cobolt                    | 4           | 5           |                      |          |         |             |                  |
| 3           | Vereinigte Arabische Emirate                       | Nadia Abdul Aziz Taryam             | Cortado                   | 4           | 1           |                      |          |         |             |                  |
| 3           | Vereinigte Arabische Emirate                       | Abdullah Mohd al-Marri              | Sama Dubai FBH            | (9)         | 0           |                      |          |         |             |                  |
| 3           | Vereinigte Arabische Emirate                       | Abdullah Humaid Al Muhairi          | Cha Cha Cha               | 4           | (AUFG)      |                      |          |         |             |                  |
| 3           | Vereinigte Arabische Emirate                       |                                     |                           | 12          | 6           | 18 (240,52 s)        |          |         | 32.714,29 € | 80               |
| 4           | Saudi-Arabien                                      |                                     |                           | 8           | 10          | 18 (243,53 s)        |          |         | 24.714,29 € | 70               |
| 5           | Ägypten (Mannschaft aus Afrika)                    |                                     |                           | 19          | 12          | 31                   |          |         | 16.714,29 € | –                |
| 6           | Jordanien                                          |                                     |                           | 13          | 19          | 32                   |          |         | 11.714,29 € | 55               |
| 7           | Syrien                                             |                                     |                           | 19          | 30          | 49                   |          |         | 8.714,29 €  | 50               |

(Ausgeklammerte Strafpunkte zählen als Streichergebnis nicht für das Mannschaftsergebnis)

## Nord- und Zentralamerikadivision
Unverändert umfasste der Turnierkalender der Nord- und Zentralamerikadivision (vollständiger Name: North and Central America & Caribbean Division) die Nationenpreise der drei großen nordamerikanischen Flächenstaaten. Alle drei Nationenpreisturniere wurden in der ersten Jahreshälfte durchgeführt.

### Nationenpreis der Vereinigten Staaten
Nach vier Jahren in Ocala kehrte die US-amerikanische Etappe des Nations Cups nach Wellington in Florida zurück. Aufgrund des weiterhin existierenden Sponsorenstreits kam hierfür nicht das von Rolex unterstützte Nationenpreisturnier im Rahmen des Winter Equestrian Festivals (26. Februar bis 3. März 2019) in Betracht. Daher wurde zwei Wochen zuvor (vom 13. bis 17. Februar 2019) das CSIO 5*-Turnier „Longines FEI Jumping Nations Cup™ of United States of America“ durchgeführt. Diese Veranstaltung fand drei Kilometer östlich des Palm Beach International Equestrian Centers des Winter Equestrian Festivals auf den Deeridge Farms statt. Diese Reitanlage befindet sich im Besitz von Jeremy Jacobs, der unter anderem Besitzer des Eishockeyfranchise Boston Bruins ist und früher Mitveranstalter des Winter Equestrian Festivals war.
Der Nationenpreis wurde am 17. Februar 2019 ab 13:30 Uhr ausgerichtet, das Preisgeld betrug 290.000 US-Dollar. Ohne Fehler und bereits mit acht Strafpunkten Vorsprung auf die übrigen Mannschaften lag Mexiko nach dem ersten Umlauf in Führung. Die Vereinigten Staaten und Irland, die direkten Verfolger Mexikos mit jeweils acht Strafpunkten erhielten im zweiten Umlauf weitere Strafpunkte hinzu in fielen damit auf die Plätze drei und vier zurück. Die aus jüdischstämmigen Reitern verschiedene Nationalitäten gebildete Equipe Israels, die im Jahr 2019 erstmals gezielt in Nationenpreisen an den Start ging und die Qualifikation für die Olympischen Spiele 2020 anstrebte behielt im zweiten Umlauf eine „weiße Weste“. Mit insgesamt neun Strafpunkten errang Israel damit Rang zwei. Der Sieg ging, trotz eines in die Wertung eingehenden Hindernisfehlers im zweiten Umlauf an Mexiko. Die Mexikaner waren in Wellington mit einer jungen Mannschaft am Start gewesen, alle Reiter waren jünger als 30 Jahre.
|             | Mannschaft                                    | Reiter                     | Pferd                     | 1. Umlauf   | 2. Umlauf   | Strafpunkte (Gesamt) | Stechen  | Stechen | Preis- geld   | Wertungs- punkte |
| Strafpunkte | Mannschaft                                    | Reiter                     | Pferd                     | Strafpunkte | Strafpunkte | Strafpunkte (Gesamt) | Zeit (s) |         | Preis- geld   | Wertungs- punkte |
| ----------- | --------------------------------------------- | -------------------------- | ------------------------- | ----------- | ----------- | -------------------- | -------- | ------- | ------------- | ---------------- |
| 1           | Mexiko                                        | Fernando Martinez Sommer   | Cor Bakker                | (4)         | 4           |                      |          |         |               |                  |
| 1           | Mexiko                                        | Eugenio Garza Perez        | Victer Finn Z             | 0           | 0           |                      |          |         |               |                  |
| 1           | Mexiko                                        | Juan Jose Zendejas Salgado | Tino la Chapelle          | 0           | (8)         |                      |          |         |               |                  |
| 1           | Mexiko                                        | Manuel Gonzalez Dufrane    | Hortensia van de Leeuwerk | 0           | 0           |                      |          |         |               |                  |
| 1           | Mexiko                                        |                            |                           | 0           | 4           | 4                    |          |         | 76.091,67 US$ | 100              |
| 2           | Israel (Mannschaft aus der Europa-Division 2) | Daniel Bluman              | Ladriano Z                | 0           | 0           |                      |          |         |               |                  |
| 2           | Israel (Mannschaft aus der Europa-Division 2) | Ilan Ferder                | J'adore van het Klinkhof  | 5           | (8)         |                      |          |         |               |                  |
| 2           | Israel (Mannschaft aus der Europa-Division 2) | Ashlee Bond                | Chela                     | 4           | 0           |                      |          |         |               |                  |
| 2           | Israel (Mannschaft aus der Europa-Division 2) | Danielle Goldstein         | Lizziemary                | (8)         | 0           |                      |          |         |               |                  |
| 2           | Israel (Mannschaft aus der Europa-Division 2) |                            |                           | 9           | 0           | 9                    |          |         | 48.491,67 US$ | –                |
| 3           | Vereinigte Staaten                            | Beezie Madden              | Breitling                 | 0           | 4           |                      |          |         |               |                  |
| 3           | Vereinigte Staaten                            | Lucy Deslauriers           | Hester                    | (8)         | 0           |                      |          |         |               |                  |
| 3           | Vereinigte Staaten                            | Laura Kraut                | Confu                     | 4           | 0           |                      |          |         |               |                  |
| 3           | Vereinigte Staaten                            | McLain Ward                | Azur                      | 4           | (4)         |                      |          |         |               |                  |
| 3           | Vereinigte Staaten                            |                            |                           | 8           | 4           | 12                   |          |         | 39.291,67 US$ | 80               |
| 4           | Irland (Mannschaft aus der Europa-Division 1) |                            |                           | 8           | 9           | 17                   |          |         | 30.091,67 US$ | –                |
| 5           | Kanada                                        |                            |                           | 12          | 8           | 20                   |          |         | 20.891,67 US$ | 60               |
| 6           | Kolumbien (Mannschaft aus Südamerika)         |                            |                           | 16          | 12          | 28                   |          |         | 15.141,67 US$ | –                |

(Ausgeklammerte Strafpunkte zählen als Streichergebnis nicht für das Mannschaftsergebnis)

### Nationenpreis von Mexiko
Die zweite Etappe der Nord- und Zentralamerikadivision fand Xalapa, einer gut 280 km östlich von Mexiko-Stadt gelegene Großstadt statt. Das mexikanische Nationenpreisturnier wurde vom 2. bis 5. Mai 2019 durchgeführt, Austragungsort war der Club Hipico Coapexpan.
Startzeit des Nationenpreises war 12 Uhr, er wurde am letzten Turniertag durchgeführt. Das Teilnehmerfeld war überschaubar, es waren nur drei Nationen am Start. Parcoursbauer war der Brasilianer Guilherme Nogueira Jorge, der auch die Springkurse der Olympischen Sommerspiele 2016 gestaltet hatte. Nach dem ersten Umlauf lag Kanada mit 14 Strafpunkten auf Rang drei, die Vereinigten Staaten und Mexiko führten punktgleich mit 9 Strafpunkten.
Am letzten Platz von Kanada änderte sich auch nach dem zweiten Umlauf nichts. Die mexikanische Equipe von Teamchef Stany van Paesschen hatte im zweiten Umlauf nach drei Reitern eine gute Ausgangslage, gegenüber den Vereinigten Staaten hatte man sich bereits eine Führung von zwei Strafpunkten erkämpft. Letzter Starter für die Vereinigten Staaten war Alex Granato mit dem 11-jährigen Wallach Carlchen W. Während das Paar in den Monaten zuvor reihenweise Topplatzierungen in Nordamerika erringen konnte (z. B. Sieg im Weltcupspringen von Wellington-Deeridge Farm), lief es Xalapa nicht für die beiden: Mit 12 Strafpunkten stellen sie erneut das Streichergebnis der US-Amerikaner. Damit stand auch der Sieg für Mexiko fest, Salvador Oñate brauchte nicht mehr an den Start zu gehen.
|             | Mannschaft         | Reiter                   | Pferd                     | 1. Umlauf   | 2. Umlauf   | Strafpunkte (Gesamt) | Stechen  | Stechen | Preis- geld   | Wertungs- punkte |
| Strafpunkte | Mannschaft         | Reiter                   | Pferd                     | Strafpunkte | Strafpunkte | Strafpunkte (Gesamt) | Zeit (s) |         | Preis- geld   | Wertungs- punkte |
| ----------- | ------------------ | ------------------------ | ------------------------- | ----------- | ----------- | -------------------- | -------- | ------- | ------------- | ---------------- |
| 1           | Mexiko             | Patricio Pasquel         | Babel                     | 4           | 0           |                      |          |         |               |                  |
| 1           | Mexiko             | Manuel Gonzalez Dufrane  | Hortensia van de Leeuwerk | 4           | 4           |                      |          |         |               |                  |
| 1           | Mexiko             | Lorenza O’Farrill        | Queens Darling            | 1           | 0           |                      |          |         |               |                  |
| 1           | Mexiko             | Salvador Oñate           | Big Red                   | (12)        | (N.GES.)    |                      |          |         |               |                  |
| 1           | Mexiko             |                          |                           | 9           | 4           | 13                   |          |         | 1.856.000 MXN | 100              |
| 2           | Vereinigte Staaten | Richard Spooner          | Quirado                   | 1           | 1           |                      |          |         |               |                  |
| 2           | Vereinigte Staaten | Eve Jobs                 | Venue d'Fees des Hazalles | 4           | 0           |                      |          |         |               |                  |
| 2           | Vereinigte Staaten | Nicole Shahinian-Simpson | Akuna Mattata             | 4           | 5           |                      |          |         |               |                  |
| 2           | Vereinigte Staaten | Alex Granato             | Carlchen W                | (5)         | (12)        |                      |          |         |               |                  |
| 2           | Vereinigte Staaten |                          |                           | 9           | 6           | 15                   |          |         | 1.334.000 MXN | 90               |
| 3           | Kanada             | Lisa Carlsen             | Parette                   | 5           | 0           |                      |          |         |               |                  |
| 3           | Kanada             | Jim Ifko                 | Un Diamant des Forets     | 5           | (8)         |                      |          |         |               |                  |
| 3           | Kanada             | Rachel Cornacchia        | Valkyrie de Talma         | (9)         | 8           |                      |          |         |               |                  |
| 3           | Kanada             | Nicole Walker            | Falco van Spieveld        | 4           | 0           |                      |          |         |               |                  |
| 3           | Kanada             |                          |                           | 14          | 8           | 22                   |          |         | 1.160.000 MXN | 80               |

(Ausgeklammerte Strafpunkte zählen als Streichergebnis nicht für das Mannschaftsergebnis)

### Nationenpreis von Kanada
Wie in den Vereinigten Staaten, so werden auch in Kanada zwei Nationenpreisturniere im Springreiten ausgetragen. Das als CSIO 5* ausgeschriebene Turnier von Langley (British Columbia) war Teil des Longines FEI Jumping Nations Cups. Es wurde vom 30. Mai bis 2. Juni 2019 im Thunderbird Show Park durchgeführt.
Für die Mannschaft des Gastgebers bot sich in Langley die letzte Chance, sich für das Nations-Cup-Finale zu qualifizieren. Während Mexiko bereits sicher als Finalteilnehmer feststand, musste Kanada einen Sieg erringen, um überhaupt noch ins Finale einziehen zu können.
Im ersten Umlauf des Nationenpreises, der am 2. Juni ab 14 Uhr auf dem Programm stand, konnten die Kanadier tatsächlich glänzen: Ohne Strafpunkte lagen sie in Führung. Drei Mannschaften, darunter auch die um den Startplatz konkurrierenden US-Amerikaner, lagen mit zwei Hindernisfehlern auf Rang zwei.
Von den zweitplatzierten Equipen konnte sich Irland im zweiten Umlauf absetzen, ohne weitere Fehler sicherten sie sich Rang zwei. Die ersten drei Reiterinnen Kanadas kamen im zweiten Umlauf auf nur vier Strafpunkte. Somit musste Mario Deslauriers nicht mehr an den Start gehen, Kanadas Heimsieg stand bereits fest. Somit richtete sich der Blick auf die US-Equipe. Diese bekam vier Strafpunkte hinzu und kam im Endergebnis auf Rang drei. Diese Platzierung war zu gut, mit zehn Punkten Vorsprung blieben die Vereinigten Staaten auf Rang zwei der Nord- und Zentralamerikadivision und sicherten sich damit die Startberechtigung in Barcelona.
|             | Mannschaft                                    | Reiter            | Pferd              | 1. Umlauf   | 2. Umlauf   | Strafpunkte (Gesamt) | Stechen  | Stechen | Preis- geld | Wertungs- punkte |
| Strafpunkte | Mannschaft                                    | Reiter            | Pferd              | Strafpunkte | Strafpunkte | Strafpunkte (Gesamt) | Zeit (s) |         | Preis- geld | Wertungs- punkte |
| ----------- | --------------------------------------------- | ----------------- | ------------------ | ----------- | ----------- | -------------------- | -------- | ------- | ----------- | ---------------- |
| 1           | Kanada                                        | Lisa Carlsen      | Parette            | 0           | 0           |                      |          |         |             |                  |
| 1           | Kanada                                        | Nicole Walker     | Falco van Spieveld | 0           | 0           |                      |          |         |             |                  |
| 1           | Kanada                                        | Tiffany Foster    | Figor              | (4)         | 4           |                      |          |         |             |                  |
| 1           | Kanada                                        | Mario Deslauriers | Bardolina          | 0           | (N.GES.)    |                      |          |         |             |                  |
| 1           | Kanada                                        |                   |                    | 0           | 4           | 4                    |          |         | 118.400 C $ | 100              |
| 2           | Irland (Mannschaft aus der Europa-Division 1) | Daniel Coyle      | Farrel             | 4           | 0           |                      |          |         |             |                  |
| 2           | Irland (Mannschaft aus der Europa-Division 1) | Jonathan Corrigan | Indigo             | 4           | 0           |                      |          |         |             |                  |
| 2           | Irland (Mannschaft aus der Europa-Division 1) | Jordan Coyle      | Eristov            | (16)        | (1)         |                      |          |         |             |                  |
| 2           | Irland (Mannschaft aus der Europa-Division 1) | Cormac Hanley     | Cartello           | 0           | 0           |                      |          |         |             |                  |
| 2           | Irland (Mannschaft aus der Europa-Division 1) |                   |                    | 8           | 0           | 8                    |          |         | 76.800 C $  | –                |
| 3           | Vereinigte Staaten                            | Richard Spooner   | Quirado            | 0           | 0           |                      |          |         |             |                  |
| 3           | Vereinigte Staaten                            | Jenni McAllister  | Escada             | (16)        | 4           |                      |          |         |             |                  |
| 3           | Vereinigte Staaten                            | Eve Jobs          | Venue d'Fees       | 0           | 0           |                      |          |         |             |                  |
| 3           | Vereinigte Staaten                            | Lucy Deslauriers  | Hester             | 8           | (10)        |                      |          |         |             |                  |
| 3           | Vereinigte Staaten                            |                   |                    | 8           | 4           | 12                   |          |         | 57.600 C $  | 80               |
| 4           | Mexiko                                        |                   |                    | 8           | 8           | 16                   |          |         | 41.600 C $  | 70               |
| 5           | Israel (Mannschaft aus der Europa-Division 2) |                   |                    | 16          | 24          | 40                   |          |         | 25.600 C $  | –                |

(Ausgeklammerte Strafpunkte zählen als Streichergebnis nicht für das Mannschaftsergebnis)

### Gesamtwertung Nord- und Zentralamerikadivision
Die Mannschaften der Nord- und Zentralamerikadivision lagen in der Saison-Endabrechnung eng beieinander. Mit zwei Siegen in Folge konnte sich Mexiko den ersten Rang sichern. Auch die Vereinigten Staaten auf Rang zwei erhielten einen Startplatz beim Nations-Cup-Finale in Barcelona.
|   |                    | USA | MEX | CAN | Wertungs- punkte |
| - | ------------------ | --- | --- | --- | ---------------- |
| 1 | Mexiko             | 100 | 100 | 70  | 270              |
| 2 | Vereinigte Staaten | 80  | 90  | 80  | 250              |
| 3 | Kanada             | 60  | 80  | 100 | 240              |

## Europa-Division 1
Während die Anzahl der Mannschaften in der Europa-Division 1 mit zehn gleich blieb, schrumpfte die Anzahl der Turniere der Division: Nach nur einem Jahr musste Šamorín sein Nationenpreisturnier aus der europäischen Topliga zurückziehen, das Turnier kam aus finanziellen Gründen nicht zustande. Daraufhin wurde Ende 2018 beschlossen, die Europa-Division 1 2019 mit nur sieben Stationen durchzuführen.
Startberechtigt waren damit folgende Nationen:
1. Die neun besten Mannschaften der Europa-Division 1 des Vorjahres (Belgien, Irland, Schweiz, Frankreich, Niederlande, Großbritannien, Schweden, Deutschland und Italien)
2. Die beste Mannschaften aus der Qualifikationsprüfung der Europa-Division 2 in Budapest 2018 (Österreich)[1]

### Nationenpreis von Frankreich
Durch den Ausfall des Nationenpreises von Šamorín startete die Europa-Division 1 erst spät, Mitte Mai, in die neue Saison. Den Auftakt bildete der französische Nationenpreis. Dieser wurde im Rahmen des CSIO 5* von La Baule-Escoublac ausgerichtet, das Turnier fand vom 16. bis 19. Mai 2019 statt.
In La Baule fand der Nationenpreis nicht wie von der FEI vorgesehen am letzten Turniertag, sondern nun wieder am Freitagnachmittag statt. Den ersten Umlauf beendeten die Schweiz und Belgien auf dem ersten Platz mit je nur einen Hindernisfehler, Irland folgte mit fünf Strafpunkten. Die deutsche Equipe lag nach der ersten Hälfte der Prüfung auf Rang sechs: Simone Blum und Alice, die zwei Tage später den Großen Preis gewannen, mussten vier Strafpunkte hinnehmen. Bester deutsche Reiter im ersten Umlauf war bei seinem zweiten Nationenpreis Sven Schlüsselburg.
Im zweiten Umlauf konnten sich fast alle Equipen verbessern, Kanada hingegen musste einen Leistungseinbruch verzeichnen: Bereits im ersten Umlauf nur auf Rang acht gekommen, erhielt Kanadas Equipe fünfmal so viele Strafpunkte wie die zweitschlechteste Mannschaft des zweiten Umlaufs (Großbritannien mit sechs Strafpunkten). Für Deutschland verlief der zweite Umlauf durchmischt: Während Schlüsselburg das Streichergebnis liefert, konnten sich seine drei Mannschaftskollegen verbessern. Insgesamt blieb es bei Rang sechs.
Teuer für Belgien war der Fehler seines Schlussreiters Gregory Wathelet. Dessen Ergebnis wurde damit zum Streichergebnis, stattdessen zählte nun der Zeitstrafpunkt von Pieter Devos. Mit eben diesem einen Strafpunkt mehr als die erneut fehlerfrei gebliebenen Schweizer reichte es knapp nur für Rang zwei. Die Schweiz hingegen startete wie im Vorjahr mit einem Sieg in die Nationenpreissaison.
|             | Mannschaft                                                   | Reiter              | Pferd                 | 1. Umlauf   | 2. Umlauf   | Strafpunkte (Gesamt) | Stechen  | Stechen | Preis- geld | Wertungs- punkte |
| Strafpunkte | Mannschaft                                                   | Reiter              | Pferd                 | Strafpunkte | Strafpunkte | Strafpunkte (Gesamt) | Zeit (s) |         | Preis- geld | Wertungs- punkte |
| ----------- | ------------------------------------------------------------ | ------------------- | --------------------- | ----------- | ----------- | -------------------- | -------- | ------- | ----------- | ---------------- |
| 1           | Schweiz                                                      | Niklaus Rutschi     | Cardano CH            | 0           | 0           |                      |          |         |             |                  |
| 1           | Schweiz                                                      | Bryan Balsiger      | Clouzot de Lassus     | (8)         | (8)         |                      |          |         |             |                  |
| 1           | Schweiz                                                      | Paul Estermann      | Lord Pepsi            | 4           | 0           |                      |          |         |             |                  |
| 1           | Schweiz                                                      | Steve Guerdat       | Bianca                | 0           | 0           |                      |          |         |             |                  |
| 1           | Schweiz                                                      |                     |                       | 4           | 0           | 4                    |          |         | 64.000 €    | 100              |
| 2           | Belgien                                                      | Nicola Philippaerts | Chilli Willi          | 4           | 0           |                      |          |         |             |                  |
| 2           | Belgien                                                      | Niels Bruynseels    | Utamaro d'Ecaussines  | 0           | 0           |                      |          |         |             |                  |
| 2           | Belgien                                                      | Pieter Devos        | Claire Z              | (14)        | 1           |                      |          |         |             |                  |
| 2           | Belgien                                                      | Grégory Wathelet    | Nevados S             | 0           | (4)         |                      |          |         |             |                  |
| 2           | Belgien                                                      |                     |                       | 4           | 1           | 5                    |          |         | 40.000 €    | 90               |
| 3           | Frankreich                                                   | Nicolas Delmotte    | Ilex                  | (12)        | (9)         |                      |          |         |             |                  |
| 3           | Frankreich                                                   | Thierry Rozier      | Venezia d'Ecaussinnes | 0           | 0           |                      |          |         |             |                  |
| 3           | Frankreich                                                   | Pénélope Leprevost  | Vancouver de Lanlore  | (4)         | 0           |                      |          |         |             |                  |
| 3           | Frankreich                                                   | Alexis Deroubaix    | Timon d'Aure          | 4           | 4           |                      |          |         |             |                  |
| 3           | Frankreich                                                   |                     |                       | 8           | 0           | 8                    |          |         | 32.000 €    | 80               |
| 4           | Irland                                                       |                     |                       | 5           | 4           | 9                    |          |         | 24.000 €    | 70               |
| 5           | Brasilien (Mannschaft aus Südamerika)                        |                     |                       | 8           | 4           | 12                   |          |         | 16.000 €    | –                |
| 6           | Deutschland                                                  | Simone Blum         | DSP Alice             | 4           | 1           |                      |          |         |             |                  |
| 6           | Deutschland                                                  | Philipp Weishaupt   | Che Fantastica        | (8)         | 0           |                      |          |         |             |                  |
| 6           | Deutschland                                                  | Sven Schlüsselburg  | Bud Spencer           | 1           | (5)         |                      |          |         |             |                  |
| 6           | Deutschland                                                  | Maurice Tebbel      | Don Diarado           | 5           | 4           |                      |          |         |             |                  |
| 6           | Deutschland                                                  |                     |                       | 10          | 5           | 15                   |          |         | 11.000 €    | 55               |
| 7           | Großbritannien                                               |                     |                       | 18          | 6           | 24                   |          |         | 8.000 €     | 50               |
| 8           | Kanada (Mannschaft aus der Nord- und Zentralamerikadivision) |                     |                       | 19          | 31          | 50                   |          |         | 5.000 €     | –                |

(Ausgeklammerte Strafpunkte zählen als Streichergebnis nicht für das Mannschaftsergebnis)

### Nationenpreis der Schweiz
Austragungsort des Schweizer Nationenpreisturniers ist St. Gallen. Der CSIO Schweiz fand vom 30. Mai bis 2. Juni 2019 im Stadion Gründenmoos statt. Die zweite Etappe der Europa-Division 1 wurde am Turniersonntag (2. Juni) ab 15 Uhr ausgetragen.
St. Gallen war das erste Turnier für Österreichs Equipe in der Europa-Division 1. Kurz zuvor hatte es für die ohnehin als Außenseiter geltenden Österreicher eine Hiobsbotschaft gegeben: Max Kühner, der einzige Österreicher unter den Top 100 der Springreiter, musste nach einem Sturz operiert werden und fiel in Folge für große Teile der Nationenpreissaison aus. Im ersten Umlauf kam Österreich mit 22 Strafpunkten zunächst auf den siebenten Platz. Während die Schweizer mit vier Strafpunkten auf Rang drei nach dem ersten Umlauf kamen, konnten Italien und Frankreich zunächst ohne Fehler bleiben.
Im zweiten Umlauf lief es für die Österreicher nicht besser: Anna Markels 21 Strafpunkte konnten zwar gestrichen werden. Doch auch ihre drei Mannschaftskollegen kamen jeweils auf acht und mehr Strafpunkte, so dass sie die Prüfung auf dem letzten Platz beendeten. An der Spitze des Feldes konnten die Gastgeber glänzen: Steve Guerdat brauchte im zweiten Umlauf gar nicht mehr an den Start gehen, nachdem die Equipe zuvor bereits drei Null-Fehler-Runden errungen hatte. Zudem profitierte die Schweiz von der Schwäche ihrer Hauptkonkurrenten: Frankreich und Italien kamen auf Mannschaftsergebnisse von vier Strafpunkten. Damit war ein Stechen der drei führenden Nationen erforderlich.
Steve Guerdat musste im Stechen vorlegen. Unerwartet unterlief ihm mit seiner Stute Bianca ein Fehler. Giulia Martinengo Marquet benötigte für Italien eine etwas längere Zeit im Stechen, ging fehlerfrei jedoch in Führung. Frankreichs neuer Chef d’Equipe, Thierry Pomel, wählte Guillaume Foutrier als Stechreiter aus. Nachdem er mit seinem 10-jährigen Wallach Valdocco des Caps im zweiten Umlauf des Streichergebnis gestellt hatte, revanchierte er sich im Stechen: Er blieb ohne Fehler und war gut eine halbe Sekunde schneller als Martinengo Marquet. Somit sicherte Foutrier Frankreich den Sieg in St. Gallen.
|             | Mannschaft                                      | Reiter                    | Pferd                                | 1. Umlauf   | 2. Umlauf   | Strafpunkte (Gesamt) | Stechen  | Stechen | Preis- geld | Wertungs- punkte |
| Strafpunkte | Mannschaft                                      | Reiter                    | Pferd                                | Strafpunkte | Strafpunkte | Strafpunkte (Gesamt) | Zeit (s) |         | Preis- geld | Wertungs- punkte |
| ----------- | ----------------------------------------------- | ------------------------- | ------------------------------------ | ----------- | ----------- | -------------------- | -------- | ------- | ----------- | ---------------- |
| 1           | Frankreich                                      | Pénélope Leprevost        | Vancouver de Lanlore                 | 0           | 0           |                      |          |         |             |                  |
| 1           | Frankreich                                      | Guillaume Foutrier        | Valdocco des Caps                    | 0           | (4)         | 0                    | 44,09    |         |             |                  |
| 1           | Frankreich                                      | Nicolas Delmotte          | Urvoso du Roch                       | 0           | 0           |                      |          |         |             |                  |
| 1           | Frankreich                                      | Kevin Staut               | Calevo                               | (4)         | 4           |                      |          |         |             |                  |
| 1           | Frankreich                                      |                           |                                      | 0           | 4           | 4                    | 0        | 44,09   | 64.000 €    | 100              |
| 2           | Italien                                         | Giulia Martinengo Marquet | Elzas                                | 0           | 0           |                      | 0        | 44,54   |             |                  |
| 2           | Italien                                         | Riccardo Pisani           | Chaclot                              | (4)         | 4           |                      |          |         |             |                  |
| 2           | Italien                                         | Paolo Paini               | Ottava Meraviglia di Ca' San Giorgio | 0           | 0           |                      |          |         |             |                  |
| 2           | Italien                                         | Luca Marziani             | Tokyo du Soleil                      | 0           | (AUFG)      |                      |          |         |             |                  |
| 2           | Italien                                         |                           |                                      | 0           | 4           | 4                    | 0        | 44,54   | 40.000 €    | 90               |
| 3           | Schweiz                                         | Martin Fuchs              | Chaplin                              | 4           | 0           |                      |          |         |             |                  |
| 3           | Schweiz                                         | Niklaus Rutschi           | Cardano CH                           | (4)         | 0           |                      |          |         |             |                  |
| 3           | Schweiz                                         | Paul Estermann            | Lord Pepsi                           | 0           | 0           |                      |          |         |             |                  |
| 3           | Schweiz                                         | Steve Guerdat             | Bianca                               | 0           | (N.GES.)    | 4                    | 43,46    |         |             |                  |
| 3           | Schweiz                                         |                           |                                      | 4           | 0           | 4                    | 4        | 43,46   | 32.000 €    | 80               |
| 4           | Großbritannien                                  |                           |                                      | 8           | 8           | 16                   |          |         | 24.000 €    | 70               |
| 5           | Brasilien (Mannschaft aus Südamerika)           |                           |                                      | 8           | 14          | 22                   |          |         | 16.000 €    | –                |
| 6           | Norwegen (Mannschaft aus der Europa-Division 2) |                           |                                      | 11          | 22          | 33                   |          |         | 11.000 €    | –                |
| 7           | Dänemark (Mannschaft aus der Europa-Division 2) |                           |                                      | 27          | 15          | 42                   |          |         | 8.000 €     | –                |
| 8           | Österreich                                      | Anna Markel               | Cascaro                              | 14          | (21)        |                      |          |         |             |                  |
| 8           | Österreich                                      | Julia Houtzager-Kayser    | Cayetano Z                           | 4           | 8           |                      |          |         |             |                  |
| 8           | Österreich                                      | Felix Koller              | Captain Future                       | 4           | 8           |                      |          |         |             |                  |
| 8           | Österreich                                      | Roland Englbrecht         | Corwinni                             | (AUFG)      | 10          |                      |          |         |             |                  |
| 8           | Österreich                                      |                           |                                      | 22          | 26          | 48                   |          |         | 5.000 €     | 45               |

(Ausgeklammerte Strafpunkte zählen als Streichergebnis nicht für das Mannschaftsergebnis)

### Nationenpreis von Polen
Polens Nationenpreisturnier in Sopot bildete den Rahmen für die dritte Etappe der europäischen Top-Division. Zum fünften Mal in Folge war das vom 13. bis 16. Juni 2019 ausgerichtete Turnier als CSIO 5* ausgeschrieben. Austragungsort war das Hipodrom Sopot, welches sich direkt an der Stadtgrenze zu Danzig befindet.
Der am 16. Juni durchgeführte Nationenpreis begann ungewohnt früh, bereits um 10:40 Uhr ging der erste Reiter an den Start.
Mit drei strafpunktfreien Ritten in Folge konnten sich die Niederländer im ersten Umlauf des Nationenpreises in Führung setzen. Doch der Ausgang des Nationenpreises war zu diesem Zeitpunkt noch völlig offen, drei Equipen folgten mit nur vier Strafpunkten auf dem zweiten Rang.
Österreichs Equipe war gegenüber St. Gallen auf zwei Positionen verändert, doch der Erfolg stellte sich auch in Sopot nicht ein. Mit 72 Strafpunkten aus beiden Umläufen sammelte man mehr als drei Mal so viele Strafpunkte wie die auf Rang sieben platzierten Polen. Einer von sechs Reitern, der in beiden Umläufen fehlerfrei blieb (Doppel-Nullrunde), war Daniel Deußer. Bei seinem zweiten Nationenpreisstart seit seiner Wiederaufnahme in den Championatskader lieferte er damit die beste Leistung in der deutschen Mannschaft ab. Diese konnte sich mit jeweils fünf Strafpunkten aus den Umläufen die Prüfung auf Rang vier beenden. Überraschend dahinter auf Rang fünf schlossen die Niederländer ab: Hierbei gab es keinen Leistungseinbruch bei einem einzelnen Reiter, doch bei vier Strafpunkte bei jedem der vier Reiter nützte das Streichergebnis wenig und die Niederlande kam auf 12 Strafpunkte.
Die Iren gelang, war im ersten Umlauf den Niederländern geglückt war: Drei Ritte ohne Fehler stellten sicher, dass Irland entweder in ein Stechen einziehen würde oder bereits gewonnen hatte, Bertram Allen brauchte daher gar nicht mehr an den Start gehen. Belgien musste nach einem Fehler seines dritten Reiters zittern, doch eine fehlerlose Runde von Pieter Devos brachte ihnen den Einzug in ein nun notwendiges Stechen. Auch Frankreich hatte hierauf die Chance, obwohl ihr erster Reiter Simon Delestre vor dem zweiten Umlauf zurückgezogen hatte. Doch ein Fehler von Alexis Deroubaix und Timon d'Aure ließ sie auf Rang drei zurückfallen. Im Stechen griff Paul O’Shea für Irland an, doch ein Hindernisfehler spielte Belgien in die Karten. Pieter Devos ritt mit etwas vorsichtigerem Tempo, ihm gelang der erneute Null-Fehler-Ritt und damit der Sieg für Belgien.
|             | Mannschaft                                   | Reiter             | Pferd                     | 1. Umlauf   | 2. Umlauf   | Strafpunkte (Gesamt) | Stechen  | Stechen | Preis- geld | Wertungs- punkte |
| Strafpunkte | Mannschaft                                   | Reiter             | Pferd                     | Strafpunkte | Strafpunkte | Strafpunkte (Gesamt) | Zeit (s) |         | Preis- geld | Wertungs- punkte |
| ----------- | -------------------------------------------- | ------------------ | ------------------------- | ----------- | ----------- | -------------------- | -------- | ------- | ----------- | ---------------- |
| 1           | Belgien                                      | Niels Bruynseels   | Delux                     | 4           | 0           |                      |          |         |             |                  |
| 1           | Belgien                                      | Gudrun Patteet     | Clooney                   | 0           | 0           |                      |          |         |             |                  |
| 1           | Belgien                                      | Yves Vanderhasselt | Jeunesse                  | (4)         | (4)         |                      |          |         |             |                  |
| 1           | Belgien                                      | Pieter Devos       | Apart                     | 0           | 0           | 0                    | 49,87    |         |             |                  |
| 1           | Belgien                                      |                    |                           | 4           | 0           | 4                    | 0        | 49,87   | 275.200 zł  | 100              |
| 2           | Irland                                       | Paul O’Shea        | Machu Picchu              | 0           | 0           |                      | 4        | 46,97   |             |                  |
| 2           | Irland                                       | Shane Sweetnam     | Alejandro                 | 0           | 0           |                      |          |         |             |                  |
| 2           | Irland                                       | Peter Moloney      | Chianti's Champion        | (4)         | 0           |                      |          |         |             |                  |
| 2           | Irland                                       | Bertram Allen      | Harley vd Bisschop        | 0           | (N.GES.)    |                      |          |         |             |                  |
| 2           | Irland                                       |                    |                           | 4           | 0           | 4                    | 4        | 46,97   | 172.000 zł  | 90               |
| 3           | Frankreich                                   | Simon Delestre     | Uccello de Will           | 4           | (N.GES.)    |                      |          |         |             |                  |
| 3           | Frankreich                                   | Olivier Robert     | Tempo de Paban            | 0           | 0           |                      |          |         |             |                  |
| 3           | Frankreich                                   | Roger-Yves Bost    | Sangria du Coty           | (8)         | 0           |                      |          |         |             |                  |
| 3           | Frankreich                                   | Alexis Deroubaix   | Timon d'Aure              | 0           | 4           |                      |          |         |             |                  |
| 3           | Frankreich                                   |                    |                           | 4           | 4           | 8                    |          |         | 137.600 zł  | 80               |
| 4           | Deutschland                                  | Daniel Deußer      | Jasmien vd Bisschop       | 0           | 0           |                      |          |         |             |                  |
| 4           | Deutschland                                  | Gerrit Nieberg     | Contagio                  | 1           | 5           |                      |          |         |             |                  |
| 4           | Deutschland                                  | Jörne Sprehe       | Stakki's Jumper           | (4)         | (8)         |                      |          |         |             |                  |
| 4           | Deutschland                                  | Patrick Stühlmeyer | Varihoka du Temple        | 4           | 0           |                      |          |         |             |                  |
| 4           | Deutschland                                  |                    |                           | 5           | 5           | 10                   |          |         | 103.200 zł  | 70               |
| 5           | Niederlande                                  |                    |                           | 0           | 12          | 12                   |          |         | 68.800 zł   | 60               |
| 6           | Brasilien (Mannschaft aus Südamerika)        |                    |                           | 10          | 5           | 15                   |          |         | 47.300 zł   | –                |
| 7           | Polen (Mannschaft aus der Europa-Division 2) |                    |                           | 8           | 13          | 21                   |          |         | 34.400 zł   | –                |
| 8           | Österreich                                   | Matthias Raisch    | Coleur Blue               | 5           | (AUSG)      |                      |          |         |             |                  |
| 8           | Österreich                                   | Anna Markel        | Cascaro                   | 9           | 5           |                      |          |         |             |                  |
| 8           | Österreich                                   | Marianne Schindele | Acoustik Solo du Baloubet | 12          | 20          |                      |          |         |             |                  |
| 8           | Österreich                                   | Roland Englbrecht  | Corwinni                  | (13)        | 21          |                      |          |         |             |                  |
| 8           | Österreich                                   |                    |                           | 26          | 46          | 72                   |          |         | 21.500 zł   | 45               |

(Ausgeklammerte Strafpunkte zählen als Streichergebnis nicht für das Mannschaftsergebnis)

### Nationenpreis der Niederlande
Im Jahr 2019 ist Rotterdam Ausrichter der Europameisterschaften der Springreiter. Daher fand die vierte Etappe der Europa-Division 1 nicht am angestammten Austragungsort statt. Das Nationenpreisturnier der Niederlande wurde stattdessen im Rahmen des CSI Twente durchgeführt, der 2019 den Namen CHIO Twente trug. Das im Tubbergener Ortsteil Geesteren ausgerichtete Turnier fand vom 19. bis 23. Juni 2019 statt.
Obwohl auf einem großen Rasenplatz stattfindend, war der vom Parcoursbauer Henk Jan Drabbe erdachte Kurs des Nationenpreises am Turniersonntag von vielen 180- bzw. 270-Grad-Wendungen geprägt. Die erlaubte Zeit war großzügig bemessen, so dass es selbst bei Ritten mit Verweigerungen nur zu einzelnen Zeitstrafpunkten kam. Von den 32 Startern im ersten Umlauf blieben nur vier Reiter ohne Fehler. Mit gleich zwei dieser Null-Fehler-Ritte lag Brasilien nach dem ersten Umlauf in Führung, die Gastgeber folgten mit vier Strafpunkten mehr auf Rang zwei. Für die deutsche Equipe hatte das Wochenende gut begonnen, im Großen Preis am Freitag hatte man die Plätze zwei, vier und fünf belegt. Doch im ersten Umlauf des Nationenpreises lief es ähnlich schlecht wie in den vorherigen europäischen Nationenpreisen: Nach unter anderem zwei Ritten mit Verweigerungen lag man zunächst auf dem drittletzten Rang.
Die Österreicher beendeten auch ihren dritten Nationenpreis chancenlos auf dem letzten Rang und waren damit bereits so gut wie sicher abgestiegen. Die deutsche Equipe konnte sich im zweiten Umlauf deutlich steigern, profitiere jedoch auch stark von den Fehlern anderer Nationen. Deutschland konnte die Prüfung auf Rang vier beenden. Überraschend kam die mit international weitgehend unbekannten Reitern besetzte Mannschaft Spaniens auf den dritten Platz. Bis zum dritten Reiter hatten die Niederländer nach Chancen auf den Sieg. Doch nachdem Marc Houtzager mit seinem 12-jährigen Wallach Calimero ein Hindernisfehler unterlief, hatte Brasiliens dritter Reiter eine optimale Ausgangsposition: Pedro Junqueira Muylaert konnte sich, nachdem zwei seiner Mannschaftskollegen bereits fehlerfrei geblieben waren, einen Springfehler erlauben. Genau dieser unterlief ihm auch, doch dieses Ergebnis war ausreichend – Brasilien stand vorzeitig als Sieger fest.
|             | Mannschaft                            | Reiter                            | Pferd                      | 1. Umlauf   | 2. Umlauf   | Strafpunkte (Gesamt) | Stechen  | Stechen | Preis- geld | Wertungs- punkte |
| Strafpunkte | Mannschaft                            | Reiter                            | Pferd                      | Strafpunkte | Strafpunkte | Strafpunkte (Gesamt) | Zeit (s) |         | Preis- geld | Wertungs- punkte |
| ----------- | ------------------------------------- | --------------------------------- | -------------------------- | ----------- | ----------- | -------------------- | -------- | ------- | ----------- | ---------------- |
| 1           | Brasilien (Mannschaft aus Südamerika) | Marlon Modolo Zanotelli           | Sirene de la Motte         | 4           | 0           |                      |          |         |             |                  |
| 1           | Brasilien (Mannschaft aus Südamerika) | Felipe Amaral                     | Germanico T                | 0           | 0           |                      |          |         |             |                  |
| 1           | Brasilien (Mannschaft aus Südamerika) | Pedro Junqueira Muylaert          | C’est Dorijke              | (8)         | 4           |                      |          |         |             |                  |
| 1           | Brasilien (Mannschaft aus Südamerika) | Pedro Veniss                      | Quabri de L'Isle           | 0           | (N.GES.)    |                      |          |         |             |                  |
| 1           | Brasilien (Mannschaft aus Südamerika) |                                   |                            | 4           | 4           | 8                    |          |         | 64.000 €    | –                |
| 2           | Niederlande                           | Maikel van der Vleuten            | Dana Blue                  | 4           | 0           |                      |          |         |             |                  |
| 2           | Niederlande                           | Willem Greve                      | Zypria S                   | (8)         | 4           |                      |          |         |             |                  |
| 2           | Niederlande                           | Marc Houtzager                    | Calimero                   | 0           | 4           |                      |          |         |             |                  |
| 2           | Niederlande                           | Jur Vrieling                      | Glasgow van't Merelsnest   | 4           | (AUFG)      |                      |          |         |             |                  |
| 2           | Niederlande                           |                                   |                            | 8           | 8           | 16                   |          |         | 40.000 €    | 90               |
| 3           | Spanien                               | Álvaro Díaz García                | Kastar Hof ten Zoetendaele | (12)        | (24)        |                      |          |         |             |                  |
| 3           | Spanien                               | Santiago Nuñez Riva               | Valentino de Hus Z         | 8           | 0           |                      |          |         |             |                  |
| 3           | Spanien                               | Laura Roquet Puignero             | Sandi Puigroq              | 12          | 4           |                      |          |         |             |                  |
| 3           | Spanien                               | Alberto Marquez Galobardes        | Ucello Massuere            | 0           | 4           |                      |          |         |             |                  |
| 3           | Spanien                               |                                   |                            | 20          | 8           | 28                   |          |         | 32.000 €    | 80               |
| 4           | Deutschland                           | Simone Blum                       | DSP Alice                  | (9)         | 0           |                      |          |         |             |                  |
| 4           | Deutschland                           | Sven Schlüsselburg                | Bud Spencer                | 8           | 4           |                      |          |         |             |                  |
| 4           | Deutschland                           | Janne Friederike Meyer-Zimmermann | Minimax                    | 5           | (4)         |                      |          |         |             |                  |
| 4           | Deutschland                           | Maurice Tebbel                    | Don Diarado                | 8           | 4           |                      |          |         |             |                  |
| 4           | Deutschland                           |                                   |                            | 21          | 8           | 29                   |          |         | 24.000 €    | 70               |
| 5           | Schweden                              |                                   |                            | 12          | 20          | 32 (227,69 s)        |          |         | 16.000 €    | 60               |
| 6           | Belgien                               |                                   |                            | 24          | 8           | 32 (227,93 s)        |          |         | 11.00 €     | 55               |
| 7           | Japan (Mannschaft aus Asien)          |                                   |                            | 16          | 16          | 32 (231,71 s)        |          |         | 8.000 €     | –                |
| 8           | Österreich                            | Matthias Raisch                   | Coleur Blue                | 12          | 4           |                      |          |         |             |                  |
| 8           | Österreich                            | Miklos Tassilo Csillaghy          | Deniro                     | 25          | 25          |                      |          |         |             |                  |
| 8           | Österreich                            | Felix Koller                      | Captain Future             | 8           | 13          |                      |          |         |             |                  |
| 8           | Österreich                            | Matthias Atzmüller                | Claro                      | (29)        | (N.GES.)    |                      |          |         |             |                  |
| 8           | Österreich                            |                                   |                            | 45          | 42          | 87                   |          |         | 5.000 €     | 45               |

(Ausgeklammerte Strafpunkte zählen als Streichergebnis nicht für das Mannschaftsergebnis)

### Nationenpreis von Schweden
Das Nationenpreisturniers Schwedens im Spring- und im Dressurreiten ist die Falsterbo Horse Show, die 2019 vom 11. bis 14. Juli durchgeführt wurde. Ausgetragen wird die Veranstaltung in der am Südwestzipfel Schwedens gelegenen Stadt Skanör med Falsterbo.
Der Nationenpreis der Springreiter wurde am letzten Turniertag ab 13:30 Uhr ausgerichtet. An der Spitze des Feldes der acht Mannschaften lag nach dem ersten Umlauf Schweden, drei der vier Reiter der Gastgeber waren fehlerfrei geblieben. Die übrigen Mannschaften erhielten fast alle Zeitstrafpunkte, so teilten sich Frankreich und die Schweiz nach der Hälfte der Prüfung Rang zwei mit fünf Strafpunkten.
Die Equipe Österreichs konnte im zweiten Umlauf ihr bestes Ergebnis der Nations-Cup-Saison verzeichnen: Mit gleich zwei Ritten ohne Fehler kamen die Österreicher auf nur fünf Strafpunkt im zweiten Umlauf. Insgesamt kam die Mannschaft auf 15 Strafpunkte und damit Rang sechs. Ihren Beitrag zu diesem Ergebnis leisteten insbesondere der wieder genesene Max Kühner, der mit Alfa Jordan ohne Hindernisfehler blieb sowie Felix Koller, der mit nur einem Springfehler sein bestes Nations-Cup-Resultat der Saison ablieferte.
Während Frankreich im zweiten Umlauf auf den fünften Platz zurückfiel, konnte sich Italien mit nur zwei weiteren Zeitstrafpunkten auf Rang drei vorarbeiten. Die Schweizer Equipe konnte ihren Strafpunktstand aus dem ersten Umlauf halten, Steve Guerdat musste nach drei Null-Fehler-Ritten seiner Mannschaftskollegen gar nicht mehr an den Start gehen. Schweden kam im zweiten Umlauf nur auf zwei fehlerfreie Ritte, doch mit insgesamt vier Strafpunkten gelang ihnen dennoch der Sieg im Nationenpreis von Falsterbo.
|             | Mannschaft                                                               | Reiter                    | Pferd                                | 1. Umlauf   | 2. Umlauf   | Strafpunkte (Gesamt) | Stechen  | Stechen | Preis- geld | Wertungs- punkte |
| Strafpunkte | Mannschaft                                                               | Reiter                    | Pferd                                | Strafpunkte | Strafpunkte | Strafpunkte (Gesamt) | Zeit (s) |         | Preis- geld | Wertungs- punkte |
| ----------- | ------------------------------------------------------------------------ | ------------------------- | ------------------------------------ | ----------- | ----------- | -------------------- | -------- | ------- | ----------- | ---------------- |
| 1           | Schweden                                                                 | Malin Baryard-Johnsson    | Indiana                              | 0           | 0           |                      |          |         |             |                  |
| 1           | Schweden                                                                 | Fredrik Jönsson           | Cold Play                            | (4)         | 4           |                      |          |         |             |                  |
| 1           | Schweden                                                                 | Stephanie Holmén          | Flip's Little Sparrow                | 0           | (12)        |                      |          |         |             |                  |
| 1           | Schweden                                                                 | Peder Fredricson          | All In                               | 0           | 0           |                      |          |         |             |                  |
| 1           | Schweden                                                                 |                           |                                      | 0           | 4           | 4                    |          |         | 64.000 €    | 100              |
| 2           | Schweiz                                                                  | Beat Mändli               | Dsarie                               | (4)         | 0           |                      |          |         |             |                  |
| 2           | Schweiz                                                                  | Niklaus Rutschi           | Cardano CH                           | 1           | 0           |                      |          |         |             |                  |
| 2           | Schweiz                                                                  | Paul Estermann            | Lord Pepsi                           | 0           | 0           |                      |          |         |             |                  |
| 2           | Schweiz                                                                  | Steve Guerdat             | Bianca                               | 4           | (N.GES.)    |                      |          |         |             |                  |
| 2           | Schweiz                                                                  |                           |                                      | 5           | 0           | 5                    |          |         | 40.000 €    | 90               |
| 3           | Italien                                                                  | Luca Marziani             | Tokyo du Soleil                      | (9)         | 0           |                      |          |         |             |                  |
| 3           | Italien                                                                  | Giulia Martinengo Marquet | Elzas                                | 1           | (5)         |                      |          |         |             |                  |
| 3           | Italien                                                                  | Paolo Paini               | Ottava Meraviglia di Ca' San Giorgio | 1           | 1           |                      |          |         |             |                  |
| 3           | Italien                                                                  | Bruno Chimirri            | Tower Mouche                         | 5           | 1           |                      |          |         |             |                  |
| 3           | Italien                                                                  |                           |                                      | 7           | 2           | 9                    |          |         | 32.000 €    | 80               |
| 4           | Vereinigte Staaten (Mannschaft aus der Nord- und Zentralamerikadivision) |                           |                                      | 8           | 5           | 13                   |          |         | 24.000 €    | –                |
| 5           | Frankreich                                                               |                           |                                      | 5           | 9           | 14                   |          |         | 16.000 €    | 60               |
| 6           | Österreich                                                               | Matthias Raisch           | Coleur Blue                          | (5)         | (9)         |                      |          |         |             |                  |
| 6           | Österreich                                                               | Felix Koller              | Captain Future                       | 4           | 0           |                      |          |         |             |                  |
| 6           | Österreich                                                               | Stefan Eder               | Dr. Scarpo                           | 5           | 5           |                      |          |         |             |                  |
| 6           | Österreich                                                               | Max Kühner                | Alfa Jordan                          | 1           | 0           |                      |          |         |             |                  |
| 6           | Österreich                                                               |                           |                                      | 10          | 5           | 15                   |          |         | 11.000 €    | 55               |
| 7           | Niederlande                                                              |                           |                                      | 9           | 8           | 17                   |          |         | 8.000 €     | 50               |
| 8           | Dänemark (Mannschaft aus der Europa-Division 2)                          |                           |                                      | 23          | 11          | 34                   |          |         | 5.000 €     | –                |

(Ausgeklammerte Strafpunkte zählen als Streichergebnis nicht für das Mannschaftsergebnis)

### Nationenpreis von Großbritannien
Die letzten zwei Stationen der Division fanden auf den britischen Inseln statt. In Hickstead in der Grafschaft West Sussex wurde das Nationenpreisturnier von Großbritannien ausgerichtet. Die Royal International Horse Show fand vom 24. bis 28. Juli 2019 statt.
Ein Wochenende nach dem CHIO Aachen brachten die meisten der acht Nationen im Nationenpreis nicht ihre beste Mannschaft an den Start. Im Gegensatz hierzu trat Schweden, das spät in die Nationenpreissaison gestartet war, mit einer leistungsstarken Equipe an: Im ersten Umlauf brauchte Rolf-Göran Bengtsson gar nicht mehr an den Start gehen, nachdem seine Mannschaftskollegen komplett ohne Fehler geblieben waren. Irland und Belgien folgten nach der ersten Hälfte der Prüfung mit vier Strafpunkten.
Im ersten Umlauf war Amanda Derbyshire am Wassergraben gestürzt und konnte in Folge auch nicht im zweiten Umlauf starten. Die damit auf drei Reiter dezimierte Equipe Großbritanniens war chancenlos und kam auf dem letzten Platz. Ein versöhnlicher Abschluss vor heimischem Publikum war der Ritt des britischen Schlussreiters Ben Maher, der in beiden Umlaufen strafpunktfrei blieb.
Die Zusammenstellung der deutschen Equipe war im Vorfeld vor mehreren Ausfällen betroffen gewesen. So rückte erst wenige Tage zuvor Michael Jung in das Aufgebot nach, der hier sein Nationenpreisdebüt im Springreiten bestritt. Im ersten Umlauf gehörten die deutschen Reiter bis zum letzten Reiter noch der Spitzengruppe an, doch der Ritt von Patrick Stühlmeyer missglückte nach einer Verweigerung am Wassergraben völlig. Ergänzt um Zeitstrafpunkte wurde Stühlmeyer hier zum klaren Streichergebnis. Im zweiten Umlauf wurde der Wassergraben für Johannes Ehning zum Problemhindernis: Sein Wallach C-Jay ließ sich auch im zweiten Anlauf nicht dazu bewegen, den Wassergraben zu überwinden. Dennoch unterliefen auch den Reiter Brasiliens und der Vereinigten Staaten Fehler, so dass Deutschland nach den dritten Reitern des zweiten Umlaufs auf Rang fünf lag. Doch auch im zweiten Umlauf konnten Patrick Stühlmeyer und sein Hengst Chacgrano ihr Leistungsvermögen ausschöpfen. Mit acht weiteren Strafpunkten fiel Deutschland auf Rang sieben zurück.
Belgien war im zweiten Umlauf deutlich zurückgefallen, so dass nur Irland mit Schweden um den Sieg konkurrieren konnte. Doch auch im zweiten Umlauf leisteten sich die Schweden keine wirkliche Schwäche. So stand schon vor Bengtssons Ritt der Gewinn der Prüfung fest. Schweden gelang damit einen Monat vor den Europameisterschaften der dritte Nationenpreissieg (nach Falsterbo und Aachen) innerhalb von drei Wochen.
|             | Mannschaft                                                               | Reiter               | Pferd                 | 1. Umlauf   | 2. Umlauf   | Strafpunkte (Gesamt) | Stechen  | Stechen | Preis- geld | Wertungs- punkte |
| Strafpunkte | Mannschaft                                                               | Reiter               | Pferd                 | Strafpunkte | Strafpunkte | Strafpunkte (Gesamt) | Zeit (s) |         | Preis- geld | Wertungs- punkte |
| ----------- | ------------------------------------------------------------------------ | -------------------- | --------------------- | ----------- | ----------- | -------------------- | -------- | ------- | ----------- | ---------------- |
| 1           | Schweden                                                                 | Fredrik Jönsson      | Cold Play             | 0           | 4           |                      |          |         |             |                  |
| 1           | Schweden                                                                 | Angelie von Essen    | Luikan Q              | 0           | 0           |                      |          |         |             |                  |
| 1           | Schweden                                                                 | Peder Fredricson     | Zacramento            | 0           | 0           |                      |          |         |             |                  |
| 1           | Schweden                                                                 | Rolf-Göran Bengtsson | Carlyle               | (N.GES.)    | (AUFG)      |                      |          |         |             |                  |
| 1           | Schweden                                                                 |                      |                       | 0           | 4           | 4                    |          |         | 64.000 €    | 100              |
| 2           | Irland                                                                   | Anthony Condon       | Aristio               | 0           | 0           |                      |          |         |             |                  |
| 2           | Irland                                                                   | Capt. Brian Cournane | Armik                 | 4           | 4           |                      |          |         |             |                  |
| 2           | Irland                                                                   | Michael Duffy        | Touch the Stars       | (4)         | (4)         |                      |          |         |             |                  |
| 2           | Irland                                                                   | Paul O’Shea          | Imerald van't Voorhof | 0           | 0           |                      |          |         |             |                  |
| 2           | Irland                                                                   |                      |                       | 4           | 4           | 8                    |          |         | 40.000 €    | 90               |
| 3           | Italien                                                                  | Massimo Grossato     | Lazzaro delle Schiave | 4           | 0           |                      |          |         |             |                  |
| 3           | Italien                                                                  | Riccardo Pisani      | Chaclot               | 0           | 4           |                      |          |         |             |                  |
| 3           | Italien                                                                  | Piergiorgio Bucci    | Driandria             | (4)         | (4)         |                      |          |         |             |                  |
| 3           | Italien                                                                  | Bruno Chimirri       | Tower Mouche          | 1           | 1           |                      |          |         |             |                  |
| 3           | Italien                                                                  |                      |                       | 5           | 5           | 10                   |          |         | 32.000 €    | 80               |
| 4           | Belgien                                                                  |                      |                       | 4           | 12          | 16                   |          |         | 24.000 €    | 70               |
| 5           | Vereinigte Staaten (Mannschaft aus der Nord- und Zentralamerikadivision) |                      |                       | 8           | 12          | 20                   |          |         | 16.000 €    | –                |
| 6           | Brasilien (Mannschaft aus Südamerika)                                    |                      |                       | 9           | 12          | 21 (228,34 s)        |          |         | 11.000 €    | –                |
| 7           | Deutschland                                                              | Marcus Ehning        | Comme il faut         | 0           | 0           |                      |          |         |             |                  |
| 7           | Deutschland                                                              | Johannes Ehning      | C-Jay                 | 9           | (AUSG)      |                      |          |         |             |                  |
| 7           | Deutschland                                                              | Michael Jung         | Chelsea               | 4           | 0           |                      |          |         |             |                  |
| 7           | Deutschland                                                              | Patrick Stühlmeyer   | Chacgrano             | (15)        | 8           |                      |          |         |             |                  |
| 7           | Deutschland                                                              |                      |                       | 13          | 8           | 21 (230,19 s)        |          |         | 8.000 €     | 50               |
| 8           | Großbritannien                                                           |                      |                       | 20          | 8           | 28                   |          |         | 5.000 €     | 45               |

(Ausgeklammerte Strafpunkte zählen als Streichergebnis nicht für das Mannschaftsergebnis)

### Nationenpreis von Irland
Die Saison der Europa-Division 1 ging keine zwei Wochen vor den Europameisterschaften zu Ende. Die letzte Etappe fand beim in Dublin ausgerichteten irischen Nationenpreisturnier statt. Das Turnier dauerte vom 7. bis 11. August 2019 an, der Nationenpreis wurde bereits am Freitagnachmittag durchgeführt.
In Dublin traten nur sieben Nationen im Nationenpreis an. Die bei den vorherigen Nationenpreisen starken Schweden waren in Dublin mit einer schwächeren Mannschaft am Start und belegten nach dem ersten Umlauf den letzten Rang. Die im Vorjahr siegreichen Mexikaner wurden mit nur einem Strafpunkt weniger auf Rang sechs geführt. Großbritannien war mit mehreren Paaren, die sich die übrige Saison auf die Global Champions Tour bzw. League konzentriert hatten am Start und konnte erstmals in dieser Saison sein Leistungsvermögen erfolgreich demonstrieren. Ohne Strafpunkten lagen die Briten nach dem ersten Umlauf in Führung, vier Strafpunkte vor den zweitplatzierten Italienern.
Auch im zweiten Umlauf mussten die meisten der teilnehmenden Nationen in Dublin etliche Strafpunkte hinnehmen. Doch zu einer Veränderung bei den platzierten kam es nicht mehr. Großbritannien sicherte sich mit diesem Sieg zudem seinen Startplatz beim Nations-Cup-Finale im Oktober.
|             | Mannschaft                                                   | Reiter            | Pferd                                | 1. Umlauf   | 2. Umlauf   | Strafpunkte (Gesamt) | Stechen  | Stechen | Preis- geld | Wertungs- punkte |
| Strafpunkte | Mannschaft                                                   | Reiter            | Pferd                                | Strafpunkte | Strafpunkte | Strafpunkte (Gesamt) | Zeit (s) |         | Preis- geld | Wertungs- punkte |
| ----------- | ------------------------------------------------------------ | ----------------- | ------------------------------------ | ----------- | ----------- | -------------------- | -------- | ------- | ----------- | ---------------- |
| 1           | Großbritannien                                               | Ben Maher         | Concona                              | (4)         | 1           |                      |          |         |             |                  |
| 1           | Großbritannien                                               | Scott Brash       | Jefferson                            | 0           | 0           |                      |          |         |             |                  |
| 1           | Großbritannien                                               | Emily Moffitt     | Winning Good                         | 0           | 0           |                      |          |         |             |                  |
| 1           | Großbritannien                                               | Holly Smith       | Hearts Destiny                       | 0           | (N.GES.)    |                      |          |         |             |                  |
| 1           | Großbritannien                                               |                   |                                      | 0           | 1           | 1                    |          |         | 64.000 €    | 100              |
| 2           | Italien                                                      | Emilio Bicocchi   | Evita Z                              | 4           | 4           |                      |          |         |             |                  |
| 2           | Italien                                                      | Massimo Grossato  | Lazzaro delle Schiave                | 0           | 4           |                      |          |         |             |                  |
| 2           | Italien                                                      | Paolo Paini       | Ottava Meraviglia di Ca' San Giorgio | (4)         | 0           |                      |          |         |             |                  |
| 2           | Italien                                                      | Lorenzo de Luca   | Dinky Toy v. Kranenburg              | 0           | (4)         |                      |          |         |             |                  |
| 2           | Italien                                                      |                   |                                      | 4           | 8           | 12                   |          |         | 40.000 €    | 90               |
| 3           | Irland                                                       | Cian O’Connor     | Final                                | (4)         | (5)         |                      |          |         |             |                  |
| 3           | Irland                                                       | Paul O’Shea       | Machu Picchu                         | 0           | 0           |                      |          |         |             |                  |
| 3           | Irland                                                       | Shane Sweetnam    | Chaqui Z                             | 4           | 4           |                      |          |         |             |                  |
| 3           | Irland                                                       | Darragh Kenny     | Important de Muze                    | 4           | 4           |                      |          |         |             |                  |
| 3           | Irland                                                       |                   |                                      | 8           | 8           | 16                   |          |         | 33.000 €    | 80               |
| 4           | Schweiz                                                      | Steve Guerdat     | Venard de Cerisy                     | 0           | 4           |                      |          |         |             |                  |
| 4           | Schweiz                                                      | Barbara Schnieper | Cicero F                             | 9           | 4           |                      |          |         |             |                  |
| 4           | Schweiz                                                      | Bryan Balsiger    | Clouzot de Lassus                    | (12)        | 4           |                      |          |         |             |                  |
| 4           | Schweiz                                                      | Beat Mändli       | Dsarie                               | 0           | (16)        |                      |          |         |             |                  |
| 4           | Schweiz                                                      |                   |                                      | 9           | 12          | 21                   |          |         | 25.000 €    | 70               |
| 5           | Niederlande                                                  |                   |                                      | 16          | 8           | 24                   |          |         | 17.000 €    | 60               |
| 6           | Mexiko (Mannschaft aus der Nord- und Zentralamerikadivision) |                   |                                      | 20          | 13          | 33                   |          |         | 12.000 €    | –                |
| 7           | Schweden                                                     |                   |                                      | 21          | 20          | 41                   |          |         | 9.000 €     | 50               |

(Ausgeklammerte Strafpunkte zählen als Streichergebnis nicht für das Mannschaftsergebnis)

### Gesamtwertung Europa-Division 1
Aus der Europa-Division 1 qualifizierten sich die sieben bestplatzierten Mannschaften der Gesamtwertung direkt für das Nations Cups-Finale. Die Mannschaften konnten jeweils an vier vorab festgelegten Nationenpreisen teilnehmen. Die dort erzielten Wertungspunkte gingen komplett in die Wertung ein.
Im Jahr 2019 dominierte in der Europa-Division 1 keine Mannschaft über die gesamte Saison hinweg. Stattdessen lagen sechs Nationen mit nur geringen Abständen nah beieinander. Zwischen den punktgleichen Equipen der Schweiz und Italiens entschied letztlich nur die jeweilige Bestplatzierung (ein Sieg für die Schweiz) über den Spitzenrang der Division. Die übrigen vier Nationen waren hingegen klar abgeschlagen, darunter überraschend auch die Niederlande. Für Deutschland und Großbritannien setzte sich die Reihe schwächerer Nations-Cup-Jahre weiter fort, Österreich war erwartungsgemäß chancenlos und stieg direkt wieder ab.
|    |                | FRA | SUI | POL | NED | SWE | GBR | IRL | Wertungs- punkte |
| -- | -------------- | --- | --- | --- | --- | --- | --- | --- | ---------------- |
| 1  | Schweiz        | 100 | 80  | –   | –   | 90  | –   | 70  | 340              |
| 2  | Italien        | –   | 90  | –   | –   | 80  | 80  | 90  | 340              |
| 3  | Irland         | 70  | –   | 90  | –   | –   | 90  | 80  | 330              |
| 4  | Frankreich     | 80  | 100 | 80  | –   | 60  | –   | –   | 320              |
| 5  | Belgien        | 90  | –   | 100 | 55  | –   | 70  | –   | 315              |
| 6  | Schweden       | –   | –   | –   | 60  | 100 | 100 | 50  | 310              |
| 7  | Großbritannien | 50  | 70  | –   | –   | –   | 45  | 100 | 265              |
| 8  | Niederlande    | –   | –   | 60  | 90  | 50  | –   | 60  | 260              |
| 9  | Deutschland    | 55  | –   | 70  | 70  | –   | 50  | –   | 245              |
| 10 | Österreich     | –   | 45  | 45  | 45  | 55  | –   | –   | 190              |

## Europa-Division 2
Der Europa-Division 2 gehörten alle europäischen Mannschaften an, die nicht für die Europa-Division 1 des Jahres 2019 qualifiziert waren.
Die Europa-Division 2 bestand aus einem einzigen (Final-)Turnier, welches im Juli in der Nähe von Athen durchgeführt wurde. Für dieses Turnier konnten sich die Nationen innerhalb von vier Gruppen qualifizieren. Das Regelwerk hierfür legte nicht die FEI, sondern die European Equestrian Federation (EEF) fest. Die Nationen waren dabei wie folgend aufgeteilt:
| Gruppe   | Nationen                                                          | Startplätze für Athen | Qualifizierte Nationen       |
| -------- | ----------------------------------------------------------------- | --------------------- | ---------------------------- |
| Gruppe A | Türkei, Griechenland, Bulgarien, Rumänien, Israel und die Ukraine | 2                     | Bulgarien und Rumänien       |
| Gruppe B | Estland, Lettland, Litauen, Russland und Weißrussland             | 1                     | Russland                     |
| Gruppe C | Ungarn, Slowakei, Slowenien, Tschechien, Portugal und Spanien     | 3                     | Portugal, Spanien und Ungarn |
| Gruppe D | Norwegen, Dänemark, Polen, Finnland und Luxemburg                 | 2                     | Norwegen und Polen           |

Anders als im Vorjahr diente jeder Qualifikations-Nationenpreis jeweils nur einer Gruppe als Qualifikationsprüfung. In drei der vier Gruppen stand nur eine einzige Prüfung zur Qualifikation zum Divisionsfinale zur Verfügung:
- Gruppe A: CSIO 2* Boschurischte
- Gruppe B: CSIO 2* Moskau
- Gruppe C: CSIO 3* Lissabon
- Gruppe D: CSIO 3* Drammen, CSIO 2* Järvenpää und CSIO 3* Uggerhalne

### Nationenpreis von Athen
Im Vorjahr war das Markopoulo Olympic Equestrian Centre noch Austragungsort eines CSIO 2*-Qualifikationsturniers für die Gruppen A und B. Im Jahr 2019, 15 Jahre nach den Olympischen Spielen von Athen, war das im Umland von Athen gelegene Reitsportzentrum Standort der Wertungsprüfung der Europa-Division 2. Das CSIO 5*-Nationenpreisturnier fand vom 25. bis 28. Juli 2019 statt.
Obwohl bisher nicht für die Olympischen Spiele 2020 qualifiziert, verzichtete Russland auf einen Start in Athen und somit auf die Olympia-Qualifikationsmöglichkeit beim Nations-Cup-Finale 2019. Ergänzt um den Gastgeber Griechenland umfasste das Starterfeld im Nationenpreis von Athen somit acht Nationen mit recht unterschiedlichem Leistungsniveau. Von den teilnehmenden Nationen waren nur Spanien und Polen bereits Teil der Europa-Division 1 gewesen.
Spanien war mit einer Equipe aus international wenig bekannten Reitern nach Athen gereist, mit 28 Strafpunkten reichte es nur für das hintere Mittelfeld des Endergebnisses. Ungarn, das 2021 Gastgeber der Europameisterschaften sein wird, brachte eine Mannschaft mit ausgewogenem Leistungsvermögen an den Start: Neben zwei Null-Fehler-Ritten im ersten Umlauf beendeten die Reiter ihre Ritte stets mit vier Strafpunkten. Polen konnte vor allem im zweiten Umlauf überzeugen. Nach drei fehlerfreien Ritten brauchte der polnischen Schlussreiter gar nicht mehr an den Start gehen, Polen kam auf Rang drei.
Portugal kam mit fünf strafpunktfreien Ritten und einem Endergebnis von vier Strafpunkten auf Rang zwei. Der Aufstieg in die Division 1 gelang Norwegen. Ohne zählende Strafpunkte gewann die Equipe, die fast nur aus Reitern der Familie Gulliksen bestand, den Nationenpreis. Für das Nations-Cup-Finale qualifizierten sich neben den Norwegern auch die Portugiesen auf Rang zwei.
|             | Mannschaft   | Reiter                    | Pferd                      | 1. Umlauf   | 2. Umlauf   | Strafpunkte (Gesamt) | Stechen  | Stechen | Preis- geld |
| Strafpunkte | Mannschaft   | Reiter                    | Pferd                      | Strafpunkte | Strafpunkte | Strafpunkte (Gesamt) | Zeit (s) |         | Preis- geld |
| ----------- | ------------ | ------------------------- | -------------------------- | ----------- | ----------- | -------------------- | -------- | ------- | ----------- |
| 1           | Norwegen     | Victoria Gulliksen        | Papa Roach                 | (16)        | (8)         |                      |          |         |             |
| 1           | Norwegen     | Hege C. Tidemandsen       | Carvis                     | 0           | 0           |                      |          |         |             |
| 1           | Norwegen     | Johan-Sebastian Gulliksen | Exit of Ice Z              | 0           | 0           |                      |          |         |             |
| 1           | Norwegen     | Geir Gulliksen            | Gin Chin van het Lindenhof | 0           | 0           |                      |          |         |             |
| 1           | Norwegen     |                           |                            | 0           | 0           | 0                    |          |         | 64.312,50 € |
| 2           | Portugal     | Rodrigo Giesteira Almeida | Kafka v. Heffinck          | 4           | 0           |                      |          |         |             |
| 2           | Portugal     | Antonio Matos Almeida     | Volver de la Vigne         | 0           | (8)         |                      |          |         |             |
| 2           | Portugal     | Luis Sabino Gonçalves     | Unesco du Rouet            | (8)         | 0           |                      |          |         |             |
| 2           | Portugal     | Luciana Diniz             | Vertigo du Desert          | 0           | 0           |                      |          |         |             |
| 2           | Portugal     |                           |                            | 4           | 0           | 4                    |          |         | 40.312,50 € |
| 3           | Polen        | Wojciech Wojcianiec       | Chintablue                 | 0           | 0           |                      |          |         |             |
| 3           | Polen        | Andrzej Opłatek           | Stakkatan                  | (8)         | 0           |                      |          |         |             |
| 3           | Polen        | Jan Bobik                 | Chacco Amicor              | 4           | 0           |                      |          |         |             |
| 3           | Polen        | Krzysztof Ludwiczak       | Nordwind                   | 4           | (N.GES.)    |                      |          |         |             |
| 3           | Polen        |                           |                            | 8           | 0           | 8                    |          |         | 32.312,50 € |
| 4           | Ungarn       |                           |                            | 4           | 12          | 16                   |          |         | 24.312,50 € |
| 5           | Griechenland |                           |                            | 16          | 9           | 25                   |          |         | 16.312,50 € |
| 6           | Spanien      |                           |                            | 16          | 12          | 28 (238,81 s)        |          |         | 11.312,50 € |
| 7           | Bulgarien    |                           |                            | 12          | 16          | 28 (244,66 s)        |          |         | 8.312,50 €  |
| 8           | Rumänien     |                           |                            | 21          | 17          | 38                   |          |         | 2.812,50 €  |

(Ausgeklammerte Strafpunkte zählen als Streichergebnis nicht für das Mannschaftsergebnis)

## Finale

### Allgemeines
Zum siebenten Mal in Folge wurde Barcelona als Austragungsort des Nations-Cup-Finals ausgewählt. Der CSIO Barcelona fand vom 3. bis 6. Oktober 2019 auf dem Gelände des Real Club de Polo de Barcelona statt.
Im Rahmen des Nations-Cup-Finales wurde zudem ein Startplatz für die Olympischen Sommerspiele 2020 vergeben. Die beste Mannschaft der Abschlussprüfung, die bisher nicht die Qualifikation für Tokio errungen hatte, erhielt diesen Startplatz.

### Mannschaften
Aus den verschiedenen Teilen der Welt qualifizierten sich gemäß dem Nations-Cup-Reglement 18 Mannschaften für das Finale.
Aus den Divisionen waren dies folgende Mannschaften:
- Europa-Division 1:  Schweiz,  Italien,  Irland,  Frankreich,  Belgien,  Schweden,  Großbritannien
- Europa-Division 2:  Norwegen,  Polen
- Nahost-Division:  Vereinigte Arabische Emirate,  Saudi-Arabien
- Nord- und Zentralamerikadivision:  Mexiko,  Vereinigte Staaten

Aus den Regionen ohne Nationenpreisdivisionen wurden weitere Mannschaften für das Finalturnier benannt:
- Südamerika:  Brasilien,  Kolumbien
- Asien/Australasien:  Neuseeland,  Japan
- Afrika:  Ägypten

Zudem erhielt Spanien aus Gastgeber einen Startplatz. Aus dem Nahen Osten verzichteten sowohl die beiden qualifizierten Nationen aus auch Jordanien und Syrien als mögliche Nachrücker auf einen Start in Barcelona. Für die arabischen Nationen liegt der Fokus stattdessen auf dem eine Woche später in Rabat stattfindenden Olympia-Qualifikationsturnier der Gruppe F.
Auch Neuseeland, das sich bereits im August für die Olympischen Spiele 2020 qualifiziert hatte, verkündete seinen Teilnahmeverzicht. Zwei der freigewordenen Starterplätze wurden auf die auf Rang acht und neun der Europa-Division 1 platzierten Nationen, den Niederlanden und Deutschland, vergeben.

### Ergebnisse

#### Qualifikationsprüfung
Die Qualifikationsprüfung des Nations-Cup-Finals fand im Jahr 2019 bereits am Nachmittag des Donnerstags (3. Oktober) statt. Das Starterfeld der Prüfung mit einem Umlauf, in der kein Preisgeld vergeben wurde, umfasste 18 Mannschaften. Die erlaubte Zeit war für die zu bewältigenden Parcours äußerst knapp gewählt. Gut die Hälfte der Reiter erhielt aufgrund der Überschreitung der Marke von 79 Sekunden Zeitstrafpunkte. Dennoch wurde der aus Spanien stammende Parcourschef Santiago Varela gelobt, da sein Kurs die schwächeren Nationen nicht überforderte, aber dennoch die besten Mannschaften für die Finalprüfung gut herausarbeitete.
Belgien war eine von nur wenigen Nationen, die ohne Zeitfehler blieben. Die Finalsieger von 2018 gewannen mit nur vier Strafpunkten die Qualifikationsprüfung. Stark auch die Leistung Kolumbiens, dass sich ebenso wie Irland seine Chance auf den Olympiastartplatz mit dem Einzug in die Abschlussprüfung wahrte.
Abweichend zu den Nationenpreisen, in denen ab der Saison 2019 generell auch die Zeiten der Mannschaften eine Rolle bei der Platzierung spielten, wurde die Qualifikationsprüfung nur nach Strafpunkten gewertet. Einzig bei einem Strafpunktgleichstand zwischen Rang acht und neun wurde die benötigte Zeit der Equipen herangezogen. Deutschland profitierte von den schnellen Ritten von Marcus Ehning und Daniel Deußer mit jeweils knapp über 75 Sekunden und war damit die schnellste Mannschaft dieser Gruppe.
Überraschend schlecht verlief die Prüfung für Brasilien, in dessen Equipe drei Reiter und zwei Pferde der Goldmedaillen-Mannschaft der Panamerikanischen Spiele 2019 am Start gewesen waren. Mit 22 Startpunkten verpassten sie deutlich den Einzug in die Abschlussprüfung. Auch Großbritannien konnte, wieder ohne Ben Maher und Scott Brash angetreten, nicht an die ansteigende Formkurve zum Ende der Europa-Division 1 anschließen. Die Briten kamen mit 21 Strafpunkten auf Rang 14.
|    | Mannschaft         | Strafpunkte | Zeit (s) |
| -- | ------------------ | ----------- | -------- |
| 1  | Belgien            | 4           |          |
| 2  | Frankreich         | 5           |          |
| 3  | Schweden           | 9           |          |
| 3  | Kolumbien          | 9           |          |
| 5  | Irland             | 10          |          |
| 6  | Deutschland        | 12          | 227,42   |
| 7  | Schweiz            | 12          | 231,37   |
| 8  | Italien            | 12          | 233,12   |
| 9  | Spanien            | 12          | 233,57   |
| 10 | Niederlande        | 13          |          |
| 11 | Norwegen           | 16          |          |
| 12 | Vereinigte Staaten | 17          |          |
| 13 | Japan              | 18          |          |
| 14 | Großbritannien     | 21          |          |
| 15 | Brasilien          | 22          |          |
| 16 | Mexiko             | 26          |          |
| 17 | Ägypten            | 30          |          |
| 18 | Portugal           | AUFG        |          |

#### Trostprüfung
Für Ägypten verlief auch die Trostprüfung, der so genannte Challenge Cup, unglücklich. Nachdem sie durch die Nicht-Qualifikation für die Finalprüfung die Olympiachance verpasst hatte (die Qualifikation für Tokio sicherte sich Ägypten eine Woche später in Rabat), beendete die afrikanische Nation auch Trostprüfung auf dem letzten Platz. Auch Norwegen, das sich über die Europa-Division 2 für die Europa-Division 1 des Jahres 2020 qualifiziert hatte, tat sich mit dem Kurs schwer und kam nur auf Rang acht.
Insgesamt gab es in der Prüfung nur wenige fehlerfreie Ritte. Die Vereinigten Staaten, die wie im Vorjahr den Einzug in die Finalprüfung verpasst hatte, kam im Jahr 2019 in der Trostprüfung nur auf Rang drei. Die 21-jährige Eve Jobs war zwei Monate nach den Panamerikanischen Spielen erneut Teil des US-Equipe, mit vier und null Strafpunkten war sie die beste US-amerikanische Reiterin des Nationenpreisfinals. Den dritten Rang teilte sich die US-Equipe mit Großbritannien und Brasilien.
Die Niederlande sicherten sich mit einer geschlossenen Mannschaftsleistung den zweiten Rang. Als einzige Mannschaft mit zwei fehlerfreien Ritten gewann Spanien, das nur über den Gastgeber-Startplatz am Nationenpreisfinale teilnehmen durfte, dessen Trostprüfung.
|   | Mannschaft         | Reiter                     | Pferd                     | Strafpunkte | Preisgeld |
| - | ------------------ | -------------------------- | ------------------------- | ----------- | --------- |
| 1 | Spanien            | Alberto Marquez Galobardes | Ucello Massuere           | 4           |           |
| 1 | Spanien            | Eduardo Álvarez Aznar      | Rokfeller de Pleville     | 0           |           |
| 1 | Spanien            | Santiago Nuñez Riva        | Valentino de Hus Z        | (12)        |           |
| 1 | Spanien            | Sergio Álvarez Moya        | Jet Run                   | 0           |           |
| 1 | Spanien            |                            |                           | 4           | 65.777 €  |
| 2 | Niederlande        | Maikel van der Vleuten     | Dana Blue                 | 4           |           |
| 2 | Niederlande        | Willem Greve               | Zypria S                  | 0           |           |
| 2 | Niederlande        | Marc Houtzager             | Calimero                  | 4           |           |
| 2 | Niederlande        | Bart Bles                  | Israel van de Dennehoeve  | (4)         |           |
| 2 | Niederlande        |                            |                           | 8           | 60.777 €  |
| 3 | Brasilien          | Marlon Modolo Zanotelli    | Edgar M                   | 4           |           |
| 3 | Brasilien          | Stephan de Freitas Barcha  | Artois d'Avillon          | 4           |           |
| 3 | Brasilien          | Eduardo Menezes            | Chaganus                  | (12)        |           |
| 3 | Brasilien          | Pedro Veniss               | Quabri de l'Isle          | 4           |           |
| 3 | Brasilien          |                            |                           | 12          | 40.777 €  |
| 3 | Großbritannien     | Amanda Derbyshire          | Luibanta                  | 4           |           |
| 3 | Großbritannien     | Holly Smith                | Hearts Destiny            | 0           |           |
| 3 | Großbritannien     | Ellen Whitaker             | Winston                   | (16)        |           |
| 3 | Großbritannien     | Ben Maher                  | F One USA                 | 8           |           |
| 3 | Großbritannien     |                            |                           | 12          | 40.777 €  |
| 3 | Vereinigte Staaten | Chloe Reid                 | Luis P                    | 8           |           |
| 3 | Vereinigte Staaten | Eve Jobs                   | Venue d'Fees des Hazalles | 0           |           |
| 3 | Vereinigte Staaten | Laura Kraut                | Fleurette                 | 4           |           |
| 3 | Vereinigte Staaten | Richard Spooner            | Quirado                   | (8)         |           |
| 3 | Vereinigte Staaten |                            |                           | 12          | 40.777 €  |
| 6 | Japan              | Japan                      | Japan                     | 13          | 20.777 €  |
| 7 | Mexiko             | Mexiko                     | Mexiko                    | 20          | 13.277 €  |
| 8 | Norwegen           | Norwegen                   | Norwegen                  | 21          | 8.777 €   |
| 9 | Ägypten            | Ägypten                    | Ägypten                   | 25          | 8.277 €   |

(Ausgeklammerte Strafpunkte zählen als Streichergebnis nicht für das Mannschaftsergebnis)

#### Abschlussprüfung (Nations-Cup-Finale 2019)
Bei der großen mit 1,25 Millionen Euro dotierten Finalprüfung baute Parcoursbauer Santiago Varela einen Kurs auf, der dem eines internationalen Championats entsprach und dem Anlass würdig war. Anders als in der Qualifikationsprüfung spielte die erlaubte Zeit eine weniger bedeutende Rolle. Eine Besonderheit war der Aufbau der Kombinationen: Bereits recht früh im Kurs, als Hindernisse 4ab und 5ab folgten zwei zweifache Kombinationen auf gerader Linie direkt hintereinander. Nach dem Mittelteil des Kurses mit dem offenen Wassergraben hatte es dann auch die Schlusslinie in sich. Diese begann mit der dreifachen Kombination, in Distanz dazu auf gerader Linie ein Steilsprung, nach dem dann in leichter Linkswendung ein Oxer als Schlusssprung zu überwinden war.
Von den ersten Reitern blieb nur Olivier Philippaerts ohne Fehler. Belgien bestätigte damit seine Ambitionen, das Nations-Cup-Finale wie im Vorjahr gewinnen zu wollen. Bei den zweiten Reitern einer jeden Mannschaft gelang die Null-Fehler-Runde Massimo Grossato (Italien) und Paul O’Shea (Irland).
Europameister Martin Fuchs gelang als drittem Reiter seiner Equipe die einzige Schweizer Nullrunde. Insgesamt verlief diese Finalprüfung für die Schweiz unglücklich (Rang sieben). Ähnlich war der Verlauf die deutschen Springreiter: Einzig Schlussreiter Daniel Deußer konnte überzeugen und bestätigte zusammen mit seinem Hengst Tobago Z mit einer fehlerfreien Runde seine herausragende Form.
Trotz überraschender 12-Strafpunkt-Ritte ihrer Topreiter Simon Delestre und Lorenzo de Luca kamen Frankreich und Italien auf die Plätze fünf und vier. Mit gleichem Mannschaftsergebnis kam Schweden, profitierend von den schnellen Ritten von Henrik von Eckermann und Peder Fredricson, auf den Bronzerang.
Bereits nach den dritten Reitern stand fest, dass Irland nach seinem (für die Olympiaqualifikation wertlosen) Europameistertitel von 2017 bei der letzten Qualifikationsmöglichkeit in Barcelona den Olympiastartplatz für 2020 sicher hatte. Dafür ritt ihr dritter Reiter Darragh Kenny bewusst vorsichtiger und nahm einen Zeitstrafpunkt hin. Dieser Zeitstrafpunkt konnte zum Abschluss der Finalprüfung entscheidend werden: Irlands letzter Reiter Cian O’Connor blieb fehlerfrei und sicherte Irland damit seine Chance, neben dem Olympiaticket auch noch den Nations-Cup-Finalsieg zu erringen. Doch Belgien konnte aus eigener Kraft die Titelverteidigung sicherstellen, hierfür hätte Schlussreiter Grégory Wathelet fehlerfrei bleiben müssen. Doch anders als bei den Europameisterschaften im August hielt Wathelet dem Druck in Barcelona nicht stand. Auf der Schlusslinie lief seine Schimmelhengst Nevados an einem Hindernis vorbei und sorgte damit für eine Verweigerung. Damit stand für die von Rodrigo Pessoa gemanagten Iren der mit über 400.000 Euro dotierte Titelgewinn fest.
|             | Mannschaft  | Reiter                        | Pferd                                | 1. Umlauf | 1. Umlauf | Preis- geld |
| Strafpunkte | Mannschaft  | Reiter                        | Pferd                                | Zeit (s)  |           | Preis- geld |
| ----------- | ----------- | ----------------------------- | ------------------------------------ | --------- | --------- | ----------- |
| 1           | Irland      | Peter Moloney                 | Chianti's Champion                   | (4)       |           |             |
| 1           | Irland      | Paul O’Shea                   | Machu Picchu                         | 0         |           |             |
| 1           | Irland      | Darragh Kenny                 | Balou du Reventon                    | 1         |           |             |
| 1           | Irland      | Cian O’Connor                 | Final                                | 0         |           |             |
| 1           | Irland      |                               |                                      | 1         | 226,60    | 417.000 €   |
| 2           | Belgien     | Olivier Philippaerts          | Extra                                | 0         |           |             |
| 2           | Belgien     | Niels Bruynseels              | Jenson van't Meulenhof               | 4         |           |             |
| 2           | Belgien     | Jérôme Guery                  | Quel Homme                           | 0         |           |             |
| 2           | Belgien     | Grégory Wathelet              | Nevados S                            | (11)      |           |             |
| 2           | Belgien     |                               |                                      | 4         | 226,64    | 251.000 €   |
| 3           | Schweden    | Henrik von Eckermann          | Mary Lou                             | 4         |           |             |
| 3           | Schweden    | Fredrik Jönsson               | Cold Play                            | (16)      |           |             |
| 3           | Schweden    | Evelina Tovek                 | Dalila de la Pomme                   | 4         |           |             |
| 3           | Schweden    | Peder Fredricson              | All In                               | 4         |           |             |
| 3           | Schweden    |                               |                                      | 12        | 219,45    | 167.000 €   |
| 4           | Italien     | Lorenzo de Luca               | Dinky Toy van de Kranenburg          | (12)      |           |             |
| 4           | Italien     | Massimo Grossato              | Lazzaro delle Schiave                | 0         |           |             |
| 4           | Italien     | Paolo Paini                   | Ottava Meraviglia di Ca' San Giorgio | 8         |           |             |
| 4           | Italien     | Luca Marziani                 | Tokyo du Soleil                      | 4         |           |             |
| 4           | Italien     |                               |                                      | 12        | 220,19    | 113.000 €   |
| 5           | Frankreich  | Pénélope Leprevost            | Vancouver de Lanlore                 | 4         |           |             |
| 5           | Frankreich  | Simon Delestre                | Ryan                                 | (12)      |           |             |
| 5           | Frankreich  | Mathieu Billot                | Quel Filou                           | 4         |           |             |
| 5           | Frankreich  | Kevin Staut                   | Urhelia Lutterbach                   | 4         |           |             |
| 5           | Frankreich  |                               |                                      | 12        | 220,88    | 91.000 €    |
| 6           | Deutschland | Marcus Ehning                 | Pret a Tout                          | 8         |           |             |
| 6           | Deutschland | Maurice Tebbel                | Don Diarado                          | 8         |           |             |
| 6           | Deutschland | Christian Ahlmann             | Take A Chance On Me Z                | (12)      |           |             |
| 6           | Deutschland | Daniel Deußer                 | Tobago Z                             | 0         |           |             |
| 6           | Deutschland |                               |                                      | 16        | 219,89    | 75.000 €    |
| 7           | Schweiz     | Beat Mändli                   | Dsarie                               | (24)      |           |             |
| 7           | Schweiz     | Niklaus Rutschi               | Cardano CH                           | 9         |           |             |
| 7           | Schweiz     | Martin Fuchs                  | Silver Shine                         | 0         |           |             |
| 7           | Schweiz     | Steve Guerdat                 | Venard de Cerisy                     | 8         |           |             |
| 7           | Schweiz     |                               |                                      | 17        | 225,61    | 70.000 €    |
| 8           | Kolumbien   | Rene Lopez Lizarazo           | Twig du Veillon                      | 4         |           |             |
| 8           | Kolumbien   | Carlos Enrique Lopez Lizarazo | Ulhane de Conde                      | (20)      |           |             |
| 8           | Kolumbien   | Nicolas Toro                  | Cinderella Z                         | 12        |           |             |
| 8           | Kolumbien   | Juan Manuel Gallego           | Fee des Sequoias Z                   | 8         |           |             |
| 8           | Kolumbien   |                               |                                      | 24        | 224,70    | 66.000 €    |

(Ausgeklammerte Strafpunkte zählen als Streichergebnis nicht für das Mannschaftsergebnis)